# Drillers Stadium
Le Drillers Stadium, auparavant connu sous le nom de Robert B. Sutton Stadium puis de Tulsa County Stadium, est un ancien stade omnisports américain, principalement utilisé pour le baseball, situé dans la ville de Tulsa, dans l'Oklahoma.
Le stade, doté de 10 997 places et inauguré en 1981 puis démoli en 2019, servait d'enceinte à domicile pour le derby de baseball universitaire des Bedlam Series.

## Histoire
Le stade, situé dans le complexe de Tulsa State Fairgrounds ouvre ses portes en 1981 sous le nom de Robert B. Sutton Stadium en l'honneur de Robert B. Sutton, un dirigeant local du secteur pétrolier. Cette même année, le club de baseball des Tulsa Drillers s'installe au stade.
Robert B. Sutton est condamné en 1982 sur des accusations d'obstruction à la justice et le stade est donc renommé Tulsa County Stadium.
Le stade porte son nom actuel depuis 1989.
D'une capacité de 10 997 spectateurs, le stade est l'un des plus grands stades de baseball de Double-A.
Le 19 décembre 2008 commence la construction de l'ONEOK Field, un nouveau stade de baseball au centre-ville de Tulsa. Les Tulsa Drillers jouent leur dernier match au stade le 7 septembre 2009 avant de déménager au nouveau stade.
L'Université de Tulsa mène une étude officielle en 2009 pour déterminer si elle pouvait utiliser le stade pour restaurer son programme de baseball, ayany pris fin en 1980. Mais elle conclut finalement que les exigences financières de l'ajout d'un nouveau sport étaient plus que ce qu'elle pouvait accepter.
En 2011, le stade est utilisé comme emplacement pour un film de baseball sur le thème de la foi intitulé Home Run,.
À partir de mai 2013, il devient le stade à domicile du Tulsa Athletic de la National Premier Soccer League (NASL). En 2014, le stade est renommé en Athletics Stadium après que d'autres rénovations aient été achevées pour rendre le stade plus convivial pour le soccer et donc pour le Tulsa Athletic. Les changements notables incluent la démolition des anciens gradins latéraux, afin d'allonger la longueur du terrain de football à 110 mètres.
Des rassemblements de Monster truck et des concerts y ont également eu lieu de temps à autre.
Le 5 avril 2016, la proposition de l'initiative Tulsa « Vision 2025 » est approuvée par les électeurs de Tulsa, ouvrant la voie à la démolition de l'Athletics Stadium pour le remplacer par le nouveau site de l'installation américaine BMX «Epicentre». Le stade devait être remplacé par une arène de BMX intérieure de plusieurs millions de dollars, mais ces plans échouent à la mi-2017 à la suite d'un désaccord contractuel.
En mars 2019, le stade sont démolis, ne laissant plus rien de l'ancien stade.